# نیزه (فیلم)
نیزه (انگلیسی: Spear) یک فیلم درام استرالیایی به کارگردانی استیون پیج است که در سال ۲۰۱۵ منتشر شد. این فیلم همچنین در جشنواره بین‌المللی فیلم تورنتو ۲۰۱۵ نمایش داده شده است.